# DALF

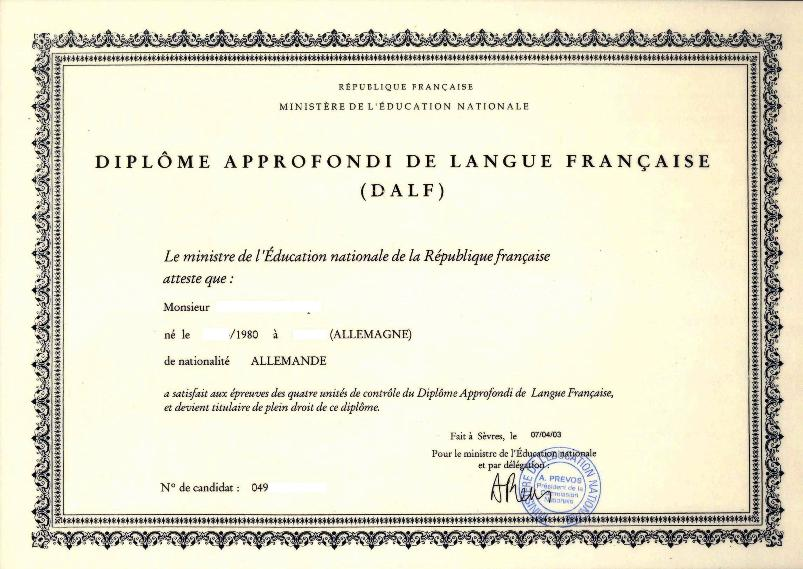
DALF

DALF(프랑스어: Diplôme approfondi de langue française, 영어: Diploma in Advanced French Language)는 프랑스어 공인인증 시험의 하나이다.

## 단계
- DALF C1 프랑스어 자율활용 단계 (약 800시간의 실용학습)
- DALF C2 프랑스어 완성 단계 (약 900시간 이상의 실용학습)

## 같이 보기
- DELF